# Paro FC
Der Paro Football Club ist ein bhutanischer Fußballverein mit Sitz in der Kleinstadt Paro im gleichnamigen Distrikt. Aktuell spielt der Verein in der ersten Liga, der Bhutan Premier League.

## Geschichte
Der Klub wurde im Jahr 2018 gegründet und nahm in derselben Saison auch noch an der höchsten Spielklasse des Landes teil, der Bhutan Premier League. Trainer ist seit Gründung der ehemalige Nationalspieler des Landes Puspalal Sharma. Zuvor gab es Mitte Juni 2018 jedoch noch ein Ausscheidungsspiel mit dem ebenfalls in der Stadt ansässigen Klub Paro United, um die Teilnahme an eben dieser Liga. Mit einem 10:2 im Hin- und einem 8:0 im Rückspiel konnte sich der Klub jedoch locker gegen den Lokalrivalen durchsetzen. Die Spielklasse umfasste in dieser Spielzeit zehn Spieltage, an dessen Ende sich die Mannschaft mit 18 Punkten sogar gleich auf dem zweiten Platz positionieren konnte. Dabei hatte diesjährige Meister Transport United nur einen Punkt mehr vorzuweisen.
Zur nächsten Spielzeit wurde die Liga auf zehn Mannschaften aufgestockt, womit auch der Klub mehr Spiele austragen musste. Die Mannschaft konnte die gute Position am Ende dieser sogar noch verbessern, indem es gelang, mit 51 Punkten direkt den Meistertitel erst ein Jahr nach Gründung des Klubs zu erreichen. Dabei dominierte der Klub in dieser Saison die Liga so weit, dass der auf dem zweiten Platz liegende Meister der letzten Spielzeit Transport, einen Abstand von zehn Punkten vorzuweisen hatte. Insgesamt wurde nur ein einzelnes Spiel von insgesamt 18 verloren.
Durch den Meistertitel durfte die Mannschaft in der ersten Qualifikationsrunde des AFC Cups 2020 antreten. Dort traf die Mannschaft auf den Meister Sri Lankas, den Defenders FC. Nach einem 3:3 im Hin- und einem 2:2 im Rückspiel stand es zwischen den beiden Klubs 5:5, wobei durch die Auswärtstorregel Paro am Ende in die zweite Qualifikationsrunde einziehen durfte. Dort kam es dann zu einem Aufeinandertreffen mit dem indischen Bengaluru FC, gegen den man aber deutlich zu schwach war. Zwar schlug sich die Mannschaft im Hinspiel mit einer 0:1-Niederlage noch gut, das Rückspiel wiederum endete mit einer 1:9-Niederlage, womit Paro aus dem Wettbewerb ausschied.
In der Saison 2020 lag Paro nach zehn Spielen mit 18 Punkten relativ abgeschlagen im Vergleich zu den beiden darüber platzierten Klubs auf dem dritten Platz.

## Erfolge
- Bhutanischer Meister: 2019, 2021, 2022, 2023, 2024
- Jigme Dorji Wangchuk Memorial Gold Cup: 2019

## Asienpokalbilanz
| Saison  | Wettbewerb           | Runde                      | Gegner             | Gesamt      | Hin         | Rück        |
| ------- | -------------------- | -------------------------- | ------------------ | ----------- | ----------- | ----------- |
| 2020    | AFC Cup              | Erste Qualifikationsrunde  | Defenders FC       | 5:5 (a)     | 3:3         | 2:2         |
| 2020    | AFC Cup              | Zweite Qualifikationsrunde | Bengaluru FC       | 1:10        | 0:1         | 1:9         |
| 2022    | AFC Cup              | Erste Qualifikationsrunde  | Club Valencia      | 1:2 (n. V.) | 1:2 (n. V.) | 1:2 (n. V.) |
| 2023/24 | AFC Cup              | Erste Qualifikationsrunde  | Machhindra FC      | 2:3         | 2:3         | 2:3         |
| 2024/25 | AFC Challenge League | Qualifikationsrunde        | Church Boys United | 2:1         | 2:1         | 2:1         |